# 岸本駅
岸本駅（きしもとえき）は、鳥取県西伯郡伯耆町押口（）字三日市上にある西日本旅客鉄道（JR西日本）伯備線の駅である。伯耆町の代表駅でもある。

## 歴史
- 1919年（大正8年）8月10日：鉄道院伯備北線（現・伯備線）伯耆大山駅 - 伯耆溝口駅間開通時に開設[1]。
- 1928年（昭和3年）10月25日：伯備北線が伯備線の一部となり、当駅もその所属となる。
- 1963年（昭和38年）2月1日：貨物取扱廃止[1]。
- 1971年（昭和46年）2月1日：荷物扱い廃止[2]、無人駅化[3]。その後、簡易委託駅化[4]。
- 1987年（昭和62年）4月1日：国鉄分割民営化に伴い、JR西日本の駅となる[1]。
- 2017年（平成29年）4月1日：簡易委託解除、完全無人駅化。

## 駅構造

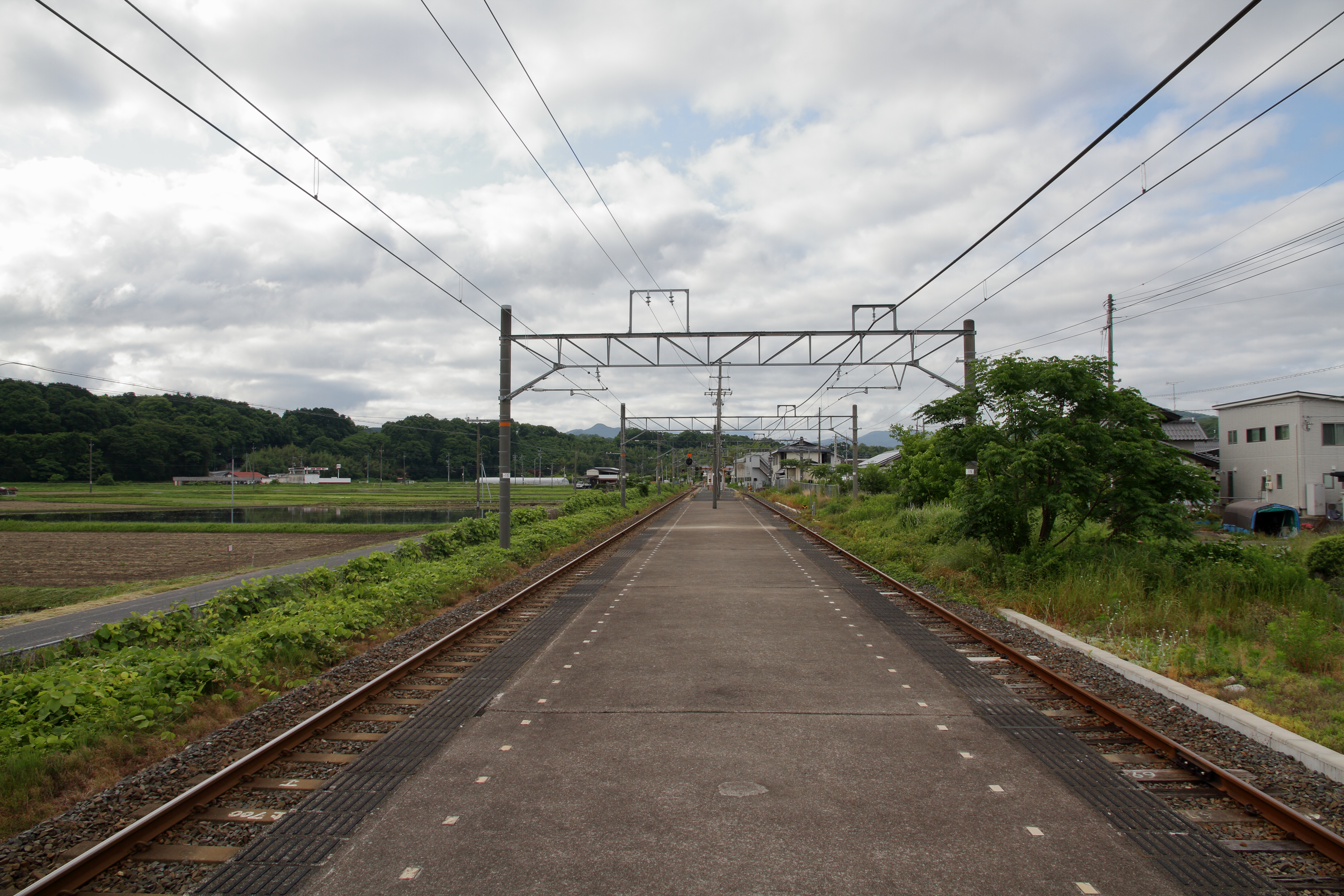
構内（2024年6月）

島式ホーム1面2線を有する列車交換可能な地上駅。上り線に当たる1番のりばを上下本線、2番のりばを下り副本線とした1線スルーとなっており、通常は上下線共に1番のりばに発着（若しくは通過）する。しかし、2番のりばに上り列車入線が出来ないため、下り特急列車が上り列車と交換を行う際、その特急列車は2番のりばで運転停車しなければならない。
駅舎は伯耆町商工会館となっており、2017年3月31日までは簡易委託による乗車券発券業務が行われていたが、現在は米子駅管理の無人駅。また、平日8時30分 - 17時15分の商工会が営業している時間を除いて駅舎が閉鎖される。閉鎖中は駅舎横の通路から構内踏切へ回り込み直接ホームへと向かうこととなる。

### のりば
| のりば | 路線   | 方向 | 行先           | 備考             |
| ------ | ------ | ---- | -------------- | ---------------- |
| 1      | 伯備線 | 上り | 新見・岡山方面 |                  |
| 1      | 伯備線 | 下り | 米子方面       | 通常はこのホーム |
| 2      | 伯備線 | 下り | 米子方面       | 行違い時のみ     |

## 利用状況
近年の1日平均乗降人員の推移は以下の通り。
| 乗降人員推移 | 乗降人員推移 |
| 年度         | 1日平均人数  |
| ------------ | ------------ |
| 2012年       | 236          |
| 2013年       | 212          |
| 2014年       | 166          |
| 2015年       | 160          |
| 2016年       | 172          |
| 2017年       | 188          |
| 2018年       | 210          |
| 2019年       | 216          |
| 2021年       | 168          |

## 駅周辺
- 植田正治写真美術館
- 伯耆町役場
- 岸本郵便局
- 鳥取銀行
- 山陰合同銀行
- 伯耆町立岸本中学校
- 伯耆町立岸本小学校
- 国道181号（国道183号・国道482号重用）
- 鳥取県道53号淀江岸本線
- 鳥取県道326号大山高原スマートインター線

## 隣の駅
西日本旅客鉄道（JR西日本）
 伯備線
伯耆溝口駅 - 岸本駅 - 伯耆大山駅